# Night Shade Books
Night Shade Books – amerykański imprint z siedzibą w San Francisco, niegdyś niezależna firma wydawnicza specjalizująca się w fantastyce. Wśród jego publikacji znalazły się między innymi amerykańskie wydanie powieści Iaina Banksa The Algebraist, która została nominowana do Nagrody Hugo oraz powieść Paola Bacigalupiego Nakręcana dziewczyna, która zdobyła kilka nagród. Firma została założona w 1997 przez Jasona Williamsa. Wkrótce później jego partnerem został Jeremy Lassen. W 2003 Night Shade Books wygrało nagrodę World Fantasy Award w kategorii Non-Professional.
9 lipca 2010 Science Fiction i Fantasy Writers of America umieścił wydawnictwo na okresie próbnym, po tym jak firma przyznała się i przeprosiła autorów za nieprawidłowości w umowach. 30 listopada 2011 SFWA zniosła okres próbny w oparciu o dobre zachowanie w trakcie niego. Ponowne dochodzenie zostało wznowione, gdy rok później do organizacji zaczęły spływać kolejne skargi. Night Shade Books wykazało, że stoi w obliczu bankructwa, w związku z czym zostało wycofane z listy SFWA około kwietnia 2013. Dwa wydawnictwa, Skyhorse Publishing i Start Publishing, zaoferowały wykipienie go w formie imprintu. 3 czerwca 2013 przedstawiono ostateczne szczegóły dotyczące przejęcia firmy.
Od 2017 roku główne biuro i biuro sprzedaży Night Shade Book znajduje się w Nowym Jorku, a dystrybucja odbywa się przez Simon & Schuster. 
Wydawnictwo wydaje między innymi serię The Best Horror of the Year.